# Kvicksund
Kvicksund est une localité des communes de Västerås, dans le comté de Västmanland, et d'Eskilstuna, dans le comté de Södermanland, en Suède.
Sa population était de 2 182 habitants en 2019.